# Robledino de la Valduerna
Robledino de la Valduerna es una localidad española de la provincia de León, en la comunidad autónoma de Castilla y León. Se encuentra en la comarca de La Valduerna y pertenece al municipio de Destriana.
Pueblo eminentemente agrícola; su terreno es especialmente apto para producir las famosas alubias de La Bañeza, así como patatas, remolacha y cereales.

## Localización
La Valduerna (Val de Ornia >Valdornia >Valduerna) Es una franja de terreno situada al suroeste de la actual provincia de León que se extiende desde las estribaciones del Teleno por el Oeste, hasta las tierras regadas por el río Tuerto al Este; división prácticamente marcada por la Carretera Nacional VI; y desde Maragatería al Norte, hasta las riberas del río Jamuz por el Sur.
Son 17 pueblos, cada uno con peculiaridades muy concretas pero con el denominador común de ser tierras muy fértiles regadas por las aguas de los ríos Peces y Duerna (antiguo Ornia), que da nombre a la región.
Región bien comunicada a través de una amplia red de carreteras con los centros comerciales de La Bañeza (16 km.) y Astorga (20 km), así como con la capital: León (64 km). La proximidad de la autovía A-6, completa este panorama de comunicaciones. 

## Historia
Como ocurre en la inmensa mayoría de los pueblos de la geografía nacional, a la hora de redactar la historia de Robledino son muchas las preguntas para las que no hay respuesta, al menos por el momento, y lo más probable es que así permanezca. 
En consecuencia, más que una reseña histórica, estas líneas quieren ser el reflejo de una inquietud que intentaremos satisfacer en los próximos tiempos. ¿Cuándo comenzó realmente a existir Robledino? Parece claro que los antepasados de sus gentes hay que buscarlos en las aguerridas tribus de los astures ¿Su origen, como núcleo urbano, hay que buscarlo en los pequeños cenobios que el Monacato Berciano fundó por estas tierras allá por los siglos VII y VIII? 
Los escasos restos de edificaciones localizados en el lugar denominado San Martino ¿proceden de estos cenobios o de un monasterio de mayores dimensiones? Los restos de canalizaciones de agua orientadas hacia ese lugar, encontradas recientemente; los “pozos de San Forno”, cuyas fuentes no se secan, hecho poco común en la zona, ubicados en lo que sería la propiedad del monasterio y que riegan solamente esa propiedad; el hallazgo de sepulturas en el mismo lugar. Son interrogantes que esperan respuesta para ser conocida por todos.
En el año 1535 ya aparece en la relación de pueblos pertenecientes al Señorío de los Bazán de Palacios de la Valduerna, Pero Robledino existía de mucho antes. En esta época tenía 23 vecinos que viene a ser la media de los pueblos de la zona. ¿Cuál fue la razón de que algunos pueblos de la Valduerna, entre ellos Robledino tardaran tanto en entrar a formar parte del Señorío de Bazán? 
En ausencia, por el momento, de datos concretos referidos en exclusiva a Robledino no queda más remedio que ir a una visión de conjunto y aquí el panorama cambia, y de qué manera, al ser esta una zona de especial interés para el Imperio romano.
La región fue conquistada por los romanos hacia el año 26 a. C. después de enviar hasta siete legiones para completar la empresa y venir en persona el mismo Cesar Augusto, lo que da fe de la resistencia que opusieron los orníacos a cualquier tipo de dominación. El proceso de romanización se extiende hasta el siglo V.
El oro del Ornia fue una gran fuente de riqueza para Roma. Si creemos a Plinio llegaban a Roma, cada año, unos 6.000 kg. del preciado metal provenientes de la provincia de León, principalmente de las Médulas y del Ornia. A cambio los romanos introdujeron mejoras técnicas en el cultivo de la tierra tales como las acequias y muy posiblemente el conocido como arado romano. El historiador Ptolomeo menciona entre los pueblos de la España romana a los “Orníacos” (orniacorum). Incluso nos da el nombre de la capital: Intercatia. ¿Dónde estaba ubicada? Hasta ahora nadie ha logrado descifrar el enigma. De esta época son los innumerables castros que pueden encontrarse dispersos por toda la zona. Posada y Torre, Santiago, Destriana, Velilla...
A partir del s. V y como consecuencia de las invasiones que rompieron la supremacía del Imperio Romano transcurre un periodo más oscuro dominado por los godos hasta la entrada de los musulmanes en el s. VIII. Los musulmanes realmente no estuvieron mucho tiempo en la zona; si bien hacían de cuando en cuando incursiones de rapiña. Como consecuencia y para proteger a las gentes contra estas incursiones de pillaje el rey Alfonso I mandó despoblar las tierras al norte del Duero. La emigración se produce hacia el Bierzo, donde se sentía más protegida. En la segunda mitad del s. IX el conde Gatón de Astorga repuebla la zona con gente venida del Bierzo.¿Es en esta época cuando comienza a existir Robledino? Posiblemente. Las norias que han estado en activo hasta hace pocos años ¿son un legado de los árabes?
El Señorío de los Bazán extendió su jurisdicción a lo largo de los siglos XIV al XVII.
A mediados del siglo XVIII el Marqués de la Ensenada ordenó un completísimo Catastro del que podemos extraer algunos datos para los más curiosos.
En la actualidad son pueblos marcados por la emigración, sobre todo en los años últimos en que la tecnología ha suplantado a la mano de obra.
Un hecho muy de notar en toda la región y de manera especial en Robledino es la captación de aguas subterráneas para hacerlas luego aflorar mediante las norias, y en la actualidad con motobombas; se pueden contabilizar medio centenar de estos pozos que han solucionado, o al menos paliado, la escasez propia del verano al ser insuficiente el caudal de los ríos.

## Fiestas
Fiesta del Patrón Santiago
Es la gran fiesta que se organiza cada año en honor de Santiago Apóstol, Patrono de España y Patrono también de la parroquia de Robledino.
Como todas las fiestas, contribuye a crear fraternidad y amistad y, si siempre se ha acogido bien a quienes nos visitan, en este día mejor aún. Todo el mundo puede participar en las diferentes actividades lúdicas entre las que podríamos señalar el campeonato de “subasta”.
Merece destacarse el hecho de que en los últimos años la “Sociedad de cazadores” siempre tiene a punto un jabalí para degustarlo el día 24 por la noche, víspera de la fiesta. Todo el mundo está invitado, no se excluye a nadie. La cena es en la calle sobre unas improvisadas mesas rodeadas de amistad.
Durante la década de los 90, gracias a la aportación de los por aquel entonces jóvenes la fiesta de Robledino se convirtió en un gran acontecimiento.
	Las actividades que se realizaban durante esos días eran:
•	Viernes: 
Durante este día se realizaba la ofrenda floral a la virgen, una gran chocolatada al son de la orquesta.
•	Sábado:
El sábado era el día de la de por todos ansiada carrera de galgos con grandes premios para los ganadores(20.000 ptas. para el primer clasificado), al finalizar la carrera los espectadores y los dueños de los galgos compartían mesa en la gran costillada.
•	Domingo:
El día comenzaba a las 7 de la mañana al más puro estilo sanfermines, con el chupinazo y la suelta de vaquillas, después de esto se realizaba la misa en honor al Patrón.
A las 12 comenzaba la concentración de motos, con degustación de cerveza y aperitivos, la tarde continuaba con la gran tirada a la codorniz y una chocolatada para terminar el día.
•	Lunes:
El lunes volvían las vaquillas, un pequeño encierro para empezar y después de la misa una exhibición de toreo.
Por la tarde se realizaban gran diversidad de actividades para los más pequeños del pueblo y otra chocolatada.
•	Martes:
El martes era el día grande, que empezaba con la suelta de vaquillas y un pasacalles, después de la misa se volvían a soltar las vaquillas, después de la cual comenzaba la gran carrera de mountain-bike por el monte.
Después de la carrera era la hora de mayor atracción de las fiestas, la exhibición aérea, donde incluso se podían alquilar vuelos para ver la comarca desde el aire.
El día acababa con una verbena y con unas sopas de ajo a altas horas de la noche.
•	Miércoles:
El miércoles comenzaba con el toque de diana, después se realizaba la misa, durante todo el día tenían lugar diversos juegos y entretenimientos hasta la gran cena de la vaquillas, donde se consumía la carne de las vaquillas que durante toda la semana habían participado en las fiestas.